# Alanyaspor
Alanyaspor Kulübü bzw. kurz Alanyaspor ist ein türkischer Fußballverein aus Alanya. Alanyaspor wurde im Jahr 1948 gegründet; ihre Heimspiele tragen die Orange-Grünen im Kırbıyık Holding Stadyumu aus. Mit Ausnahme der Jahre 2001 bis 2004 war der Verein immer in der dritt- bzw. zweithöchsten Spielklasse vertreten. Der Verein ist seit der Saison 2016/17 in der Süper Lig vertreten. Die größten nationalen Erfolge sind das Erreichen des türkischen Pokalfinales 2020 und das Erreichen des 5. Platzes in derselben Ligasaison.

## Geschichte

### Gründung und die ersten Jahre
Der Verein wurde 1948 von einer Gruppe von Jugendlichen unter der Führung des Arztes Ali Nazım Köseoğlu als Alanya Kalespor gegründet. Die ersten Vereinsfarben wurden auf Blau-Weiß festgelegt. Später wurde der Klub in Kale Gençlikspor umbenannt. Bis ins Jahr 1966 war der Klub kein eingetragener Verein, hatte keine Verbandszugehörigkeit und absolvierte deswegen seine Spiele in einem halboffiziellen Status. In der Saison 1965/66 erwarb der Klub seine Verbandszugehörigkeit, wurde ein eingetragener Verein und nahm an der Antalya Amatör Kümesi (dt. Amateurliga Antalya) teil. Im Zuge der Vereinsanmeldung änderte man zudem die Vereinsfarben in Rot-Weiß.

### Systembedingter Abstieg in die TFF 3. Lig
Da mit der Saison 2001/02 der türkische Profi-Fußball grundlegenden Änderungen unterzogen werden sollte, wurden bereits in der Spielzeit 2000/01 Vorbereitungen für diese Umstellung unternommen. Bisher bestand der Profifußball in der Türkei aus drei Ligen: Der höchsten Spielklasse, der einspurigen Türkiye 1. Futbol Ligi, der zweitklassigen fünfspurig und in zwei Etappen gespielten Türkiye 2. Futbol Ligi und der drittklassigen und achtgleisig gespielten Türkiye 3. Futbol Ligi. Zur Saison 2001/02 wurde der Profifußball auf vier Profiligen erweitert. Während die Türkiye 1. Futbol Ligi unverändert blieb, wurde die Türkiye 2. Futbol Ligi in die nun zweithöchste Spielklasse, die Türkiye 2. Futbol Ligi A Kategorisi (zu dt.: 2. Fußballliga der Kategorie A der Türkei), und die dritthöchste Spielklasse, die Türkiye 2. Futbol Ligi B Kategorisi (zu dt.: 2. Fußballliga der Kategorie B der Türkei), aufgeteilt. Die nachgeordnete Türkiye 3. Futbol Ligi wurde fortan somit die vierthöchste Spielklasse, die TFF 3. Lig. Jene Mannschaften, die in der Drittligasaison 2000/01 lediglich einen mittleren Tabellenplatz belegten, wurden für die kommende Saison in die neugeschaffene vierthöchste türkische Spielklasse, in die 3. Lig, zugewiesen. Alanyaspor, welches die Liga auf dem 4. Tabellenplatz beendet hatte, musste so systembedingt in die 3. Lig absteigen.

### Aufstieg in die TFF 1. Lig
In der Drittligasaison 2013/14 qualifizierte sich der Klub als Tabellenzweiter für die Playoff-Phase. In dieser erreichte die Mannschaft das Finale und setzte sich hier mit 4:3 nach Elfmeterschießen gegen Hatayspor durch und kehrte nach 17-jähriger Abstinenz wieder in die TFF 1. Lig zurück.
Der Klub unterschrieb mit dem Unternehmen Albimo ein Name-Sponsoringvertrag. Danach führte der Klub neben der Trikotwerbung auch für die Vertragsdauer den Firmennamen in seinem Vereinsnamen und hieß Albimo Alanyaspor heißen. In der Saison 2015/2016 hieß der Verein Multigroup Alanyaspor.
In die Saison 2014/15 startete der Klub mit dem Aufstiegstrainer der letzten Saison, mit Mehmet Altıparmak. Unter diesem Cheftrainer startete die Mannschaft überraschend gut in die Saison und belegte lange Zeit Plätze im oberen Tabellendrittel. Nachdem die Mannschaft gegen Ende der Hinrunde sich von der Tabellenplätze zu entfernen drohte, ersetzt der Klub Altıparmak durch den erfahrenen Trainer Hüseyin Kalpar. Mit Kalpar kam auch die erhoffte Wende und der Verein beendete die reguläre Ligaphase der Saison auf dem 3. Tabellenplatz und qualifizierte sich für die Play-off-Phase der Liga. In den Play-offs, in denen der dritte und letzte Aufsteiger per K.-o.-System ausgespielt wurde, scheiterte die Mannschaft im Halbfinale an Samsunspor.

### Aufstieg in die Süper Lig
Trotz dieser bis dato erfolgreichen ersten Zweitligasaison nach 13 Jahren kam es zu keiner Vertragsverlängerung mit Kalpar. Stattdessen verpflichte der Verein für die Saison 2015/16 mit Erhan Altın den letzten Cheftrainer von Samsunspor. Mit diesem Trainer wurde der Vertrag bereits nach fünf Spieltagen wieder aufgelöst, nachdem der Verein mit nur einem Sieg, einem Unentschieden und drei Niederlagen sich auf dem letzten Nichtabstiegsplatz befand. Altın ersetzte die Vereinsführung mit dessen Vorgänger Hüseyin Kalpar. Dieser Trainer führte den Klub schnell wieder auf die Erfolgsspur. Die Mannschaft lieferte sich mit Kardemir Karabükspor bis zum letzten Spieltag ein Kopf-an-Kopf-Rennen um den 2. Tabellen- und letzten direkten Aufstiegsplatz. Diesen verfehlte der Verein am letzten Spieltag durch ein hart umkämpften 2:2-Unentschieden auswärts gegen Giresunspor. Stattdessen wurde die Ligaphase der Saison auf dem 3. Tabellenplatz beendet und so die Qualifikation für die Play-off-Phase erreicht. In den Play-offs, in denen der dritte und letzte Aufsteiger per K.-o.-System ausgespielt wurde, erreichte die Mannschaft das Finale und traf auf Adana Demirspor. Nachdem die reguläre Spieldauer 1:1 unentschieden geendet hatte, setzte sich die Mannschaft nach Elfmeterschießen mit 4:2 durch und erreichte damit den ersten Aufstieg in die Süper Lig. Am 28. April 2019 verunglückte ein vom Verein gecharterter Shuttle Bus, mit 7 Spielern, der A-Mannschaft auf der Rückreise des Ligaspieler gegen Kayserispor, dabei wurden Papiss Cissé, Steven Caulker, Baiano, Djalma Campos, Welinton und Isaac Sackey verletzt und der 20fache Tschechische Nationalspieler Josef Šural kam bei dem Unglück, 5 Kilometer südlich von Alanya ums Leben.

## Ligazugehörigkeit
- 1. Liga: seit 2016
- 2. Liga: 1989–1997, 2014–2016
- 3. Liga: 1984–1989, 1997–2001, 2004–2014
- 4. Liga: 2001–2004

## Kader der Saison 2024/25
- Letzte Aktualisierung: 7. März 2025[5]

| Nr.        | Nat.           | Name                | Geburtstag    | im Verein seit | Vertrag bis |
| Tor        | Tor            | Tor                 | Tor           | Tor            | Tor         |
| ---------- | -------------- | ------------------- | ------------- | -------------- | ----------- |
| 1          | Turkei         | Ertuğrul Taşkıran   | 5. Nov. 1989  | 2023           | 2026        |
| 23         | Turkei         | Mert Furkan Bayram  | 2. Jan. 2005  | 2024           | 2029        |
| 99         | Turkei         | Yusuf Karagöz       | 5. Okt. 1999  | 2019           | 2027        |
| Abwehr     |                |                     |               |                |             |
| 02         | Turkei         | Batuhan Yavuz       | 4. Mai 2005   | 2025           | 2029        |
| 03         | Portugal       | Nuno Lima           | 16. März 2001 | 2023           | 2027        |
| 04         | Turkei         | Umut Mert Toy       | 8. Mai 2004   | 2025           | 2029        |
| 05         | Kosovo         | Fidan Aliti         | 3. Okt. 1993  | 2023           | 2026        |
| 20         | Turkei         | Fatih Aksoy         | 6. Nov. 1997  | 2020           | 2025        |
| 29         | Slowenien      | Jure Balkovec       | 9. Sep. 1994  | 2022           | 2026        |
| 88         | Turkei         | Yusuf Özdemir       | 10. Jan. 2001 | 2021           | 2028        |
| 94         | Kosovo         | Florent Hadergjonaj | 31. Juli 1994 | 2023           | 2025        |
| Mittelfeld |                |                     |               |                |             |
| 07         | Turkei         | Efecan Karaca       | 16. Nov. 1989 | 2013           | 2026        |
| 08         | Turkei         | Enes Keskin         | 16. Nov. 1989 | 2013           | 2029        |
| 17         | Frankreich     | Nicolas Janvier     | 11. Aug. 1998 | 2023           | 2026        |
| 21         | Turkei         | Buluthan Bulut      | 21. Juli 2002 | 2021           | 2026        |
| 25         | Brasilien      | Richard             | 18. Feb. 1994 | 2023           | 2027        |
| 26         | Turkei         | Eren Altıntaş       | 30. März 2004 | 2023           | 2028        |
| 42         | Kongo Republik | Gaius Makouta       | 25. Juli 1997 | 2024           | 2027        |
| 52         | Niederlande    | Tonny Vilhena       | 3. Jan. 1995  | 2025           | 2025        |
| 72         | Turkei         | Yusuf Kurt          | 7. Mai 2002   | 2024           | 2025        |
| Sturm      |                |                     |               |                |             |
| 09         | Venezuela      | Sergio Córdova      | 9. Aug. 1997  | 2023           | 2027        |
| 10         | Slowenien      | Andraž Šporar       | 27. Feb. 1994 | 2025           | 2027        |
| 15         | Turkei         | Arda Usluoğlu       | 12. Okt. 2006 | 2024           | 2027        |
| 16         | Korea Sud      | Hwang Ui-jo         | 28. Aug. 1992 | 2024           | 2025        |

## Ehemalige bekannte Spieler
- Merih Demiral
- Levent Eriş
- Hamza Hamzaoğlu
- Mert Kaytankaş
- Semavi Özgür
- Tayfun Özkan
- Erdal Sezek
- Josef Šural

## Trainer (Auswahl)
- Erhan Dodanlı (Saison 1987/88)[6]
- Sedat Boğaz (Saison 1987/88)[6]
- Fevzi Zemzem (September 1990 – Mai 1992)
- Yıldırım Uran (Juli 2004 – März 2006)
- Erkan Sözeri (April 2013 – Juni 2013)
- Mehmet Altıparmak (August 2013 – Dezember 2014)
- Hüseyin Kalpar (Dezember 2014 – Mai 2015)
- Erhan Altın (Juni 2015 – September 2015)
- Mustafa Camunak 3 (September 2015 – Oktober 2015)
- Hüseyin Kalpar (Oktober 2015 – Januar 2017)
- Safet Sušić (Januar 2017 – Dezember 2017)
- Hikmet Karaman (Januar 2018 – Februar 2018)
- Mesut Bakkal (Januar 2018 – November 2018)
- Sergen Yalçın (November 2018 – Mai 2019)
- Erol Bulut (Mai 2019 – August 2020)
- Çağdaş Atan(September 2020-August 2021)
- Bülent Korkmaz(September 2021-Dezember 2021)
- Francesco Farioli (seit Dezember 2021)